# 長谷川章 (建築学者)
長谷川 章（はせがわ あきら、1954年 - ）は、日本の建築家・建築学者である。東京造形大学教授。専門はドイツ近代建築史。

## 経歴
1954年に東京都にて誕生。1979年に早稲田大学大学院修士課程を修了したのち、一級建築士資格を取得。坂倉建築研究所東京事務所にて12年勤務し、港北ニュータウン・多摩ニュータウン・東北自動車道サービスエリア・研修施設などの設計を担当する。1986年に「横浜人形の家」の設計で商環境デザイン大賞、横浜まちなみ景観賞、神奈川県建築コンクール優秀賞を受賞。1988年に「渋谷東急百貨店東横店」で北米照明学会特別表彰受賞。
この間の1985年から1987年にかけ休職し、DAAD西ドイツ政府給費留学生としてアーヘン工科大学に留学。1991年に博士論文『北ドイツ表現主義建築の研究』を提出、早稲田大学にて工学博士を取得。同年に東京造形大学助教授を経て教授。2019年に『ブルーノ・タウト研究―ロマン主義から表現主義へ』で日本建築学会著作賞受賞。

## 著作
- 『ドイツ表現主義の建築』（鹿島出版会、1989）
- 『世紀末の都市と身体－芸術と空間あるいはユートピアの彼方へ』（ブリュッケ、2000）
- 『芸術と民族主義－ドイツ・モダニズムの源流』（ブリュッケ、2008）
- 『絵画と都市の境界－タブローとしての都市の記憶』（ブリュッケ、2014）
- 『ブルーノ・タウト研究─ロマン主義から表現主義へ』（ブリュッケ、2017）
- 『分離派建築会－日本のモダニズム建築誕生』（共著、京都大学学術出版会、2020）
- 『田園都市と千年王国─宗教改革からブルーノ・タウトへ』（工作舎、2021）
- 『桂離宮のブルーノ・タウト』（工作舎、2022）